# Ernst Schneider (Physiker)
Ernst Alfred Schneider (* 15. April 1900 in Greiz; † nach 1965) war ein deutscher Physiker und Hochschullehrer.

## Leben und Wirken
Nach dem Schulbesuch studierte er und promovierte 1925 an der Mathematisch-Naturwissenschaftlichen Fakultät der Thüringischen Landesuniversität Jena. 1956 wurde er Universitätsdozent für Methodik des Physikunterrichts in Jena. Schneider lebte in Ilmenau, wo er nach dem Studium zuerst im Zechenhaus, dann in der Wilhelmstraße wohnte. Im Ilmenau wurde er Studienrat und war 1946 Mitbegründer der Ortsgruppe des Kulturbundes zur demokratischen Erneuerung Deutschlands, aus dem der heutige Heimatgeschichtliche Verein Ilmenau e. V. hervorging. Daneben regte er die Bildung der Ortsvereinigung Ilmenau der Goethe-Gesellschaft in Weimar an, deren Mitglied er wurde. Mit Erreichen der Altersgrenze als Dozent ging er zum 1. September 1965 in den Ruhestand.

## Schriften (Auswahl)
- Über die Wärmeleitung von Luft und Wasserstoff. [1926].